# STS-51-A
La STS-51-A è una missione spaziale del programma Space Shuttle.

## Equipaggio
- Comandante: Frederick Hauck (2)
- Pilota: David Walker (astronauta) (1)
- Specialista di missione 1: Anna Fisher (1)
- Specialista di missione 2: Dale Gardner (2)
- Specialista di missione 3: Joseph Allen (2)

Tra parentesi il numero di voli spaziali completati da ogni membro dell'equipaggio, inclusa questa missione.

## Parametri della missione
- Massa:
  - Navetta al lancio: 119.441 kg
  - Navetta al rientro: 94.120 kg
  - Carico utile: 20.550 kg
- Perigeo: 289 km
- Apogeo: 297 km
- Inclinazione: 28,5°
- Periodo: 1 ora, 30 minuti e 24 secondi

### Passeggiate spaziali
- Allen e Gardner  - EVA 1
  - Inizio EVA 1: 12 novembre 1984 - 13:25 UTC
  - Fine EVA 1: 12 novembre 1984 - 19:25 UTC
  - Durata: 6 ore
- Allen e Gardner  - EVA 2
  - Inizio EVA 2: 14 novembre 1984 - 11:09 UTC
  - Fine EVA 2: 14 novembre 1984 - 16:51 UTC
  - Durata: 5 ore e 42 minuti